# Corsicana (Texas)
Corsicana è una città e il capoluogo della contea di Navarro nello Stato del Texas, negli Stati Uniti. La popolazione era di 25 109 abitanti al censimento del 2020. Si trova a 56 miglia a nord-est di Waco.

## Geografia fisica
Secondo l'Ufficio del censimento degli Stati Uniti, ha una superficie totale di 23,71 mi² (61,41 km²).

## Storia
La città è stata fondata nel 1848 come capoluogo della neonata contea di Navarro. José Antonio Navarro, un eroe della rivoluzione texana (da cui la contea prese il nome in suo onore), ebbe il privilegio di scegliere il nuovo nome della città. Propose il nome di "Corsicana", da quello dell'isola della Corsica, il luogo di nascita dei suoi genitori. L'arrivo della Houston and Texas Central Railroad nel novembre 1871, seguito da quello della Texas and St. Louis Railway nel 1880, aiutarono lo sviluppo economico della città.

## Società

### Evoluzione demografica
Secondo il censimento del 2020, la popolazione era di 25 109 abitanti.